# دوغلاس غوردون
دوغلاس غوردون (بالإنجليزية: Douglas Gordon)‏ هو رسام وفنان بريطاني، ولد في 20 سبتمبر 1966 في غلاسكو في المملكة المتحدة.

## وصلات خارجية
- دوغلاس غوردون على موقع IMDb (الإنجليزية)
- دوغلاس غوردون على موقع مونزينجر (الألمانية)
- دوغلاس غوردون على موقع ديسكوغز (الإنجليزية)
- دوغلاس غوردون على موقع قاعدة بيانات الفيلم (الإنجليزية)